# Атомпрофспілка
Атомпрофспі́лка — профспілка працівників атомної енергетики та промисловості України.
Атомпрофспілка є всеукраїнською, добровільною, неприбутковою, громадською, самоврядною організацією, яка об'єднує працівників підприємств та організацій: атомно-промислового комплексу України; природно-заповідного фонду; спеціалізованих із поводження з радіоактивними відходами, ліквідації надзвичайних ситуацій чи радіаційних аварій, а також інших секторів економіки; державних службовців, тимчасово безробітних, пенсіонерів, студентів, учнів та тих, які працюють у фізичних осіб, приватних підприємців.

## Призначення
Призначення Атомпрофспілки — представляти і захищати трудові, соціально-економічні права та інтереси членів Атомпрофспілки відповідно до передбачених законодавством повноважень.
Місія Атомпрофспілки:
- об'єднати зусилля членів Атомпрофспілки для забезпечення їм гідного рівня життя, всеохопного захисту та можливостей особистого зростання.
- спрямувати свою діяльність на участь у розбудові громадянського суспільства та соціально орієнтованої держави Україна.

## Склад організації
Станом на 1 січня 2021 року Атомпрофспілка об'єднує 57 346 членів профспілки, які стоять на обліку у 93 первинних профспілкових організаціях.
У складі Атомпрофспілки діє п'ять об'єднаних організацій профспілки, до яких загалом входить 47 профспілкових організації.
Охоплення профспілковим членством серед працюючих на 01.01.2021 року становило 86,62 % у середньому по організації.
На обліку в Атомпрофспілці знаходиться 9 475 непрацюючих пенсіонерів.
Найчисельніші профспілкові організації Атомпрофспілки:
| №п/п | Назва організації                                   | Чисельність (станом на 01.01.2019 р.) |
| ---- | --------------------------------------------------- | ------------------------------------- |
| 1.   | ППО ВП Запорізька АЕС                               | 12 108                                |
| 3.   | Південноукраїнська об'єднана організація профспілки | 9 875                                 |
| 2.   | Східна об'єднана організація профспілки             | 8 053                                 |
| 4.   | ППО ВП Рівненська АЕС                               | 7 904                                 |
| 5.   | ППО ВП Хмельницька АЕС                              | 5 609                                 |
| 7.   | Чорнобильська об'єднана організація профспілки      | 1 418                                 |
| 6.   | ППО Чорнобильської АЕС                              | 2 353                                 |
| 8.   | Енергодарська об'єднана організація профспілки      | 1 930                                 |
| 10.  | ППО Дирекція ДП НАЕК «Енергоатом»                   | 1 265                                 |
| 9.   | Дніпродзержинська об'єднана організація профспілки  | 943                                   |

## Історія розвитку

Прапор Атомпрофспілки

6 вересня 1991 року, через два тижні після проголошення Незалежності України, за ініціативи голів профкомів атомних станцій та НВО «Прип'ять», утворено Раду профспілкових організацій атомних станцій та НВО «Прип'ять». 12 вересня 1991 року ця Рада була прийнята до складу Федерації незалежних профспілок України.
23-24 січня 1992 року відбувся Установчий з'їзд, на якому й було утворено профспілку працівників атомної енергетики та промисловості України. Засновниками її стали 13 первинних профспілкових організацій, які об'єднували 53 тис. членів профспілки. Очолив Центральний комітет Атомпрофспілки Олександр Юркін, голова профкому виробничого об'єднання «Чорнобильська АЕС». Після створення профспілки за декілька місяців до її складу ввійшли багатотисячні профспілкові організації НВО «Східний гірничо-збагачувальний комбінат», ВО «Придніпровський хімічний завод», Жовтоводського будівельного промислового проектного об'єднання, Харківського фізико-технічного інституту, заводу «Електрон» та інші.
23.06.1992 року у місті Дніпродзержинське відбулась Установча конференція, яка заснувала самостійну фізкультурну організацію атомників України — Центральний фізкультурно-спортивний клуб «Атом України». Збірна команда Атомпрофспілки чотири рази займала призові місця в загальнокомандному заліку спартакіадах профспілок України.
У 1994 році ЦК Атомпрофспілки разом з іншими галузевими профоб'єднаннями України ініціював пікетування уряду, спричинене відсутністю соціального захисту трудящих в умовах лібералізації цін та ігнорування владою укладених із профспілками домовленостей.
З січня 1996 року Атомпрофспілка входить до найавторитетнішої та найчисленнішої Міжнародної федерації профспілок гірників, хіміків, енергетиків та різноробочих (ІСЕМ), отримує місце у складі її Виконкому. У центрі уваги ЦК профспілки постійно перебували й залишаються проблеми соціального захисту працівників Чорнобильської атомної електростанції та жителів м. Славутича, насамперед у зв'язку з виведенням станції з експлуатації. З ініціативи та за участю ЦК профспілки з цього питання було розроблено і прийнято закон України, програму Кабінету Міністрів та спеціальну резолюцію II Конгресу Міжнародної федерації профспілок гірників, хіміків, енергетиків і різноробочих (ІСЕМ) (з 2012 року — IndustriALL Global Union).
22 травня 1997 року відбувся II з'їзд Атомпрофспілки України. Було підбито підсумки роботи профспілки за п'ять років, окреслено завдання на перспективу, внесено зміни та доповнення до Статуту Атомпрофспілки.
У серпні 1998 року перший етап масових акцій протесту вилився у величезну колону маніфестантів-атомників, яка пройшла Хрещатиком із пікетуванням профільного міністерства та Кабміну. В результаті на переговорах з урядом було підписано протокол домовленостей.
У листопаді 1999 року на Конгресі ІСЕМ було прийнято запропоновану Атомпрофспілкою резолюцію «Участь міжнародного співтовариства у вирішенні проблем усунення наслідків аварії на ЧАЕС». На цьому конгресі голову ЦК профспілки О.Юркіна затверджено віце-президентом ІСЕМ та президентом Регіональної організації ІСЕМ по Східній Європі, Центральній Азії та Закавказзю, яка включала 48 профспілок чисельністю більш як 8 млн осіб. З 1999 року Атомпрофспілка є членом Всесвітньої ради працівників ядерної промисловості, а Голова Атомпрофспілки — її віце-президентом.
Необхідність розв'язання виробничих, соціально-побутових проблем молодих працівників, організації їх дозвілля зумовила створення ще на початку 1994 р. секції «Молодь Атомпрофспілки», яка в квітні 2000 року була переформатована в молодіжну організацію Атомпрофспілки. На сьогодні у лавах цієї молодіжної спілки налічується близько 16 тисяч молодих працівників атомної енергетики та промисловості, що становить 24 % від загальної кількості працюючих членів профспілки.
У серпні 2000 року для інформаційного забезпечення діяльності профспілки Атомпрофспілкою засновано щотижневу газету «Атомник України», яка виходить тиражем 5 тисяч примірників.
23 травня 2002 року відбувся ІІІ З'їзд Атомпрофспілки, який визначив цілі та завдання на наступні п'ять років, вніс зміни та доповнення до Статуту, прийняв Програму Атомпрофспілки, низку резолюцій, інших документів із найважливіших напрямків соціально-економічного і трудового захисту прав та інтересів спілчан, внутрішньоспілкового життя.
У 2004 році Атомпрофспілка увійшла до Інтернаціоналу громадського обслуговування (PSI).
У березні 2004 року у структурі ЦК Атомпрофспілки створена служба інспекторів по охороні праці, які працюють на основних підприємствах, що входять до сфери впливу Атомпрофспілки.
21 січня 2005 року Рада Федерації профспілок України обрала голову Атомпрофспілки Олександра Юркіна головою ФПУ. У лютому 2005 року VI Пленум ЦК Атомпрофспілки, обрав новим головою Атомпрофспілки Валерія Матова, який до цього обіймав посаду заступника голови Атомпрофспілки.
28 березня 2012 року відбувся V З'їзд Атомпрофспілки, на якому було затверджено Стратегію розвитку Атомпрофспілки на період до 2017 року, інші рішення внутрішньоспілкового значення, внесено зміни і доповнення до Статуту профспілки.
24 березня 2017 року відбувся VI З'їзд Атомпрофспілки, на якому було затверджено програму дій Атомпрофспілки на період до 2022 року та обрано очільника профспілкової організації на новий термін. Ним знову став Валерій Матов.

## Найменування
- повне українською мовою — Професійна спілка працівників атомної енергетики та промисловості України;
- скорочене українською мовою — Атомпрофспілка;
- повне російською мовою — Профессиональный союз работников атомной энергетики и промышленности Украины;
- скорочене російською мовою — Атомпрофсоюз Украины;
- повне англійською мовою — Nuclear Power and Industry Workers Union of Ukraine;
- скорочене англійською мовою — Atomprofspilka of Ukraine.

## Розташування
Юридична та поштова адреса Атомпрофспілки — м. Київ, Майдан Незалежності, 2 — у Будинку профспілок України.